# Liudvînivka, Makariv
Liudvînivka (în ucraineană Людвинівка) este o comună în raionul Makariv, regiunea Kiev, Ucraina, formată numai din satul de reședință.

## Demografie
Componența lingvistică a comunei Liudvînivka
     Ucraineană (97,6%)
     Rusă (1,29%)
     Belarusă (1,11%)
Conform recensământului din 2001, majoritatea populației comunei Liudvînivka era vorbitoare de ucraineană (97,6%), existând în minoritate și vorbitori de rusă (1,29%) și belarusă (1,11%).